# Charles Baudelaire

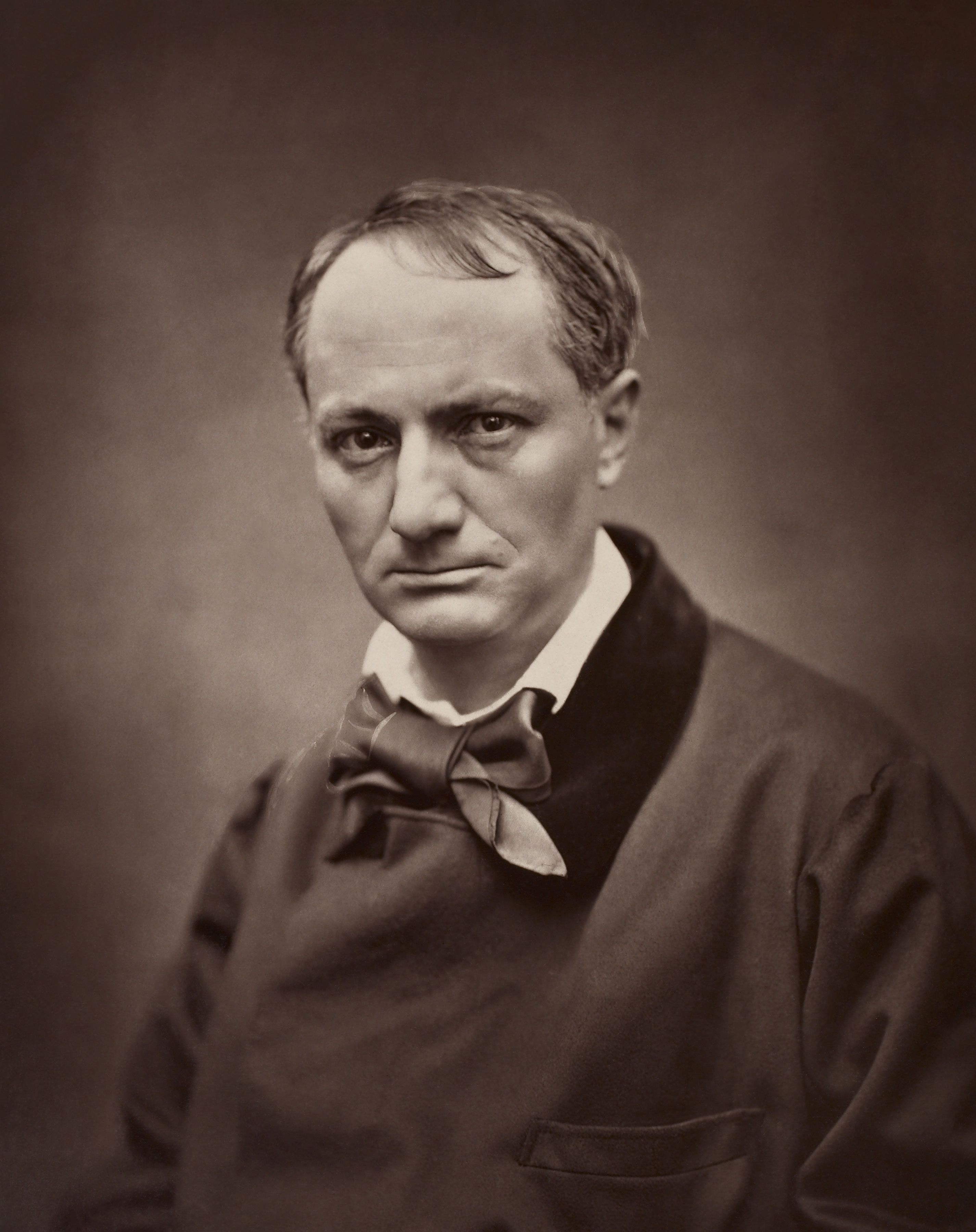
Baudelaire, Photographie von Étienne Carjat, um 1863

Charles-Pierre Baudelaire [ʃaʀl.pjɛʀ bodlɛʀ]  (* 9. April 1821 in Paris; † 31. August 1867 ebenda) war ein französischer Schriftsteller und einer der bedeutendsten Lyriker der französischen Sprache. Er wurde vor allem durch seine Gedichtsammlung Les Fleurs du Mal bekannt und gilt als wichtiger Wegbereiter der literarischen Moderne in Europa.

## Leben und Schaffen

### Kindheit
Charles Baudelaire (so sein Name in der Literaturgeschichte) war das einzige Kind aus der späten zweiten Ehe des wohlhabenden, kunst- und literaturliebenden ehemaligen Verwaltungsbeamten Joseph-François Baudelaire (1759–1827) sowie dessen 34 Jahre jüngerer Frau, Caroline Aupick, geborene Dufaÿs (1793–1871), die als Tochter von französischen Emigranten in London geboren war, mit sieben Jahren Vollwaise wurde und nach Frankreich zurückkehrte.

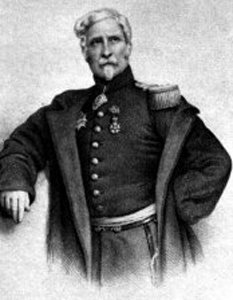
Jacques Aupick (1789–1857), Baudelaires Stiefvater

Im Alter von fünf Jahren wurde er durch den Tod seines 67-jährigen Vaters Halbwaise. Zusätzlich traumatisiert durch die rasche Wiederheirat seiner Mutter mit dem autoritären und ehrgeizigen Offizier Jacques Aupick sowie durch Umzüge von Paris nach Lyon (1832) und wieder zurück nach Paris (1836), entwickelte er sich zu einem schwierigen, sich ungeliebt und wurzellos fühlenden, oft depressiven Jungen, den man in Internate abschob und der kurz vor dem Baccalauréat (Abitur) noch wegen Ungehorsams von der Schule verwiesen wurde.

### Jugend
Nachdem er als Externer 1839 das „bac“ dennoch abgelegt hatte, schrieb er sich für ein Jurastudium ein, das als Vorbereitung für die von den Eltern gewünschte Diplomatenkarriere dienen sollte. Er sah sich selbst als angehenden Schriftsteller, verkehrte oft in Kreisen der Pariser Literaten- und Künstler-Bohème und schrieb spätestens ab 1838 Gedichte. Daneben machte er Schulden, hatte ein Verhältnis mit einer Prostituierten und zog sich die Syphilis zu.
Auf Drängen seiner Mutter und vor allem seines Stiefvaters, der inzwischen General geworden war und sich des offenbar missratenen Stiefsohnes schämte, trat Baudelaire im Juni 1841 eine Schiffsreise an, die ihn bis nach Indien führen und auf andere Gedanken bringen sollte (pour lui changer les idées). Er fuhr aber nur bis zu den Inseln Mauritius und La Réunion im Indischen Ozean mit, wo er einige Wochen verbrachte und von der tropischen Natur in seiner Vorstellungswelt geprägt und zu Gedichten inspiriert wurde.

### Der scheiternde Dandy

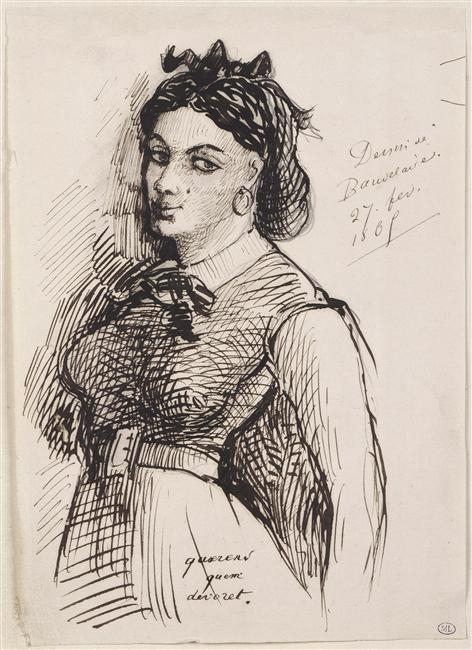
Jeanne Duval (ca. 1820–1862)

Als er nach gut acht Monaten zurückkam, gelobte er seinem Stiefvater Besserung; bald darauf schloss er sich aber wieder der Bohème an. Nach Erreichen der Volljährigkeit 1842 verlangte er seinen Anteil am Erbe des Vaters (stattliche ca. 75.000 Francs) und verschleuderte in 18 Monaten die Hälfte der Erbschaft durch eine luxuriöse Dandy-Existenz. Tatkräftige Unterstützung dabei erhielt er von seiner neuen Geliebten, der Schauspielerin Jeanne Duval, deren exotische Schönheit er bedichtete. 1844 ließ ihn die besorgte Familie gerichtlich unter die finanzielle Vormundschaft des Notars Narcisse Ancelle (1801–1888) stellen, was ihn kränkte und vielleicht zu einem Selbstmordversuch im Jahr 1845 beitrug. Der verbliebene Rest des Erbes garantierte ihm eine kleine Rente, von der eine sparsam wirtschaftende Einzelperson durchaus hätte leben können.

### Der Schriftsteller
Seine Schriftstellerei, die er nun systematischer und berufsmäßig zu betreiben versuchte, blieb wenig einträglich. Sporadisch gelang es ihm, Gedichte in Zeitschriften unterzubringen. 1846 und 1847 erschienen, ebenfalls in Zeitschriften, als seine einzigen etwas längeren erzählenden Texte zwei Novellen: die hübsche, angeblich aus der Antike stammende, raffiniert durch angebliche Textlücken zerteilte Liebesgeschichte Le jeune enchanteur („Der junge Verzauberer“) und die (zunächst abgelehnte und dann mehr per Zufall gedruckte) Künstlernovelle La Fanfarlo, die witzig verschlüsselt und voll funkelnder Selbstironie Baudelaires Metamorphose vom dichtenden Dandy zum fast verbürgerlichten Autor und Quasi-Ehemann widerzuspiegeln scheint. Die Novelle thematisiert die Liebesbeziehung Baudelaires zu seiner Muse Jeanne Duval.
Einige Dramenentwürfe, die er zwischen 1843 und 1854 skizzierte, darunter ein Stück La Fin de Don Juan, blieben Projekt, ebenso die vielen Skizzen zu weiterer Prosa. Eine gewisse Anerkennung fand er lediglich mit den Berichten über Kunstausstellungen (Salons), die er ab 1845 mit zunehmender Kompetenz verfasste. Da er sich den Konsum von Haschisch, Opium und Alkohol angewöhnt hatte und auch Jeanne Duval aushielt, war er ständig in Geldnot, was wiederum seine Neigung zu Depressionen verstärkte.

### Als Sozialist und Revolutionär

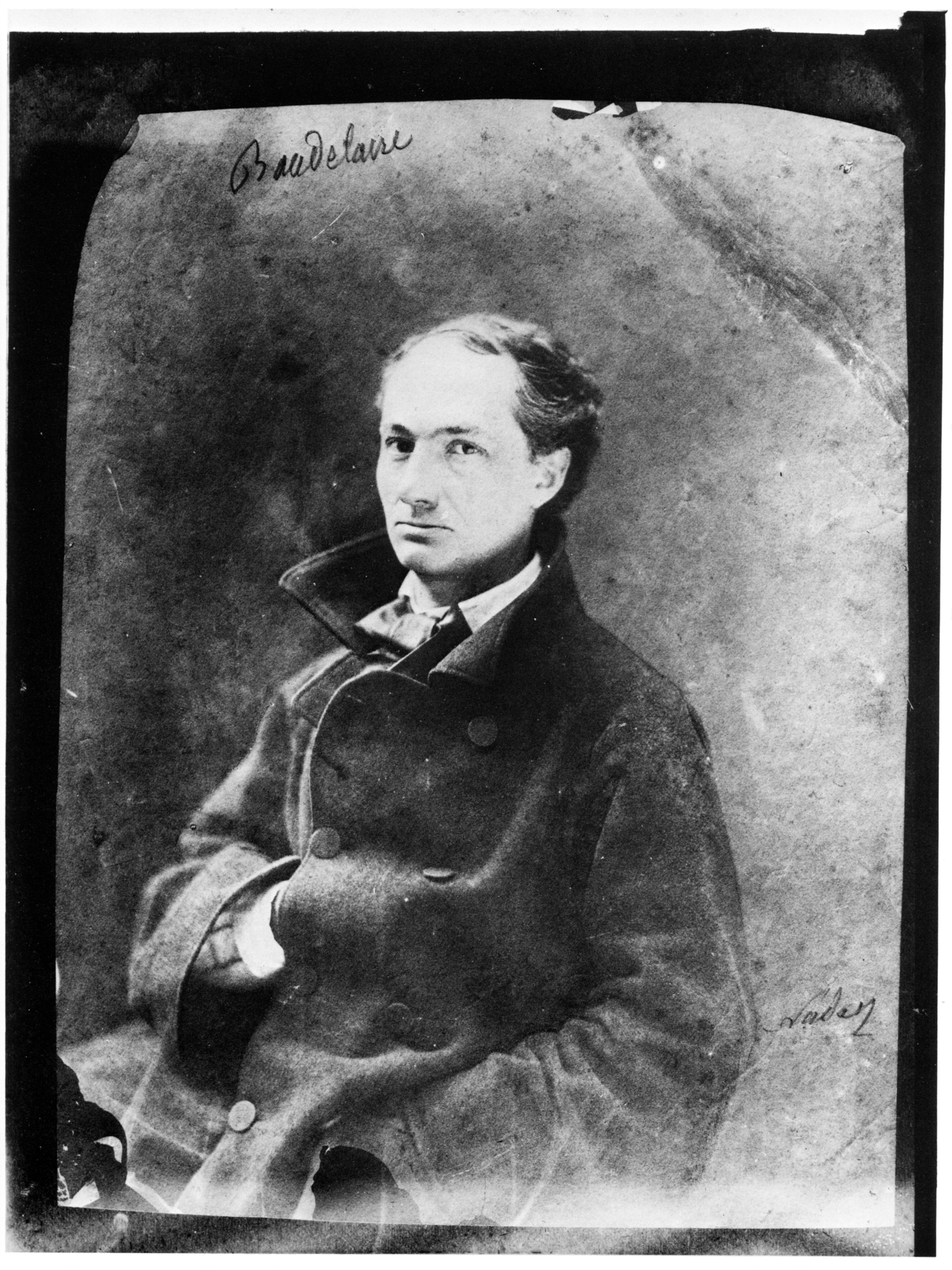
Charles Baudelaire, 1855 (Aufnahme Nadar)

Während der sozialen und politischen Agitation des Jahres 1847 wurde Baudelaire Sozialist fourierscher Observanz. Bei Ausbruch der Februarrevolution 1848 war er begeisterter Revolutionär in den Pariser Straßen. Er gründete mit zwei Freunden eine kurzlebige linke Zeitschrift und betätigte sich auch anderweitig als politischer Publizist. Zeitweilig besuchte er den von Auguste Blanqui gegründeten Diskussions- und Aktionskreis Société républicaine centrale, dem u. a. auch Théophile Silvestre und Fanny Lewald angehörten. Am Juni-Aufstand der aus den Nationalwerkstätten entlassenen Pariser Arbeiter beteiligte er sich an vorderster Front. Angesichts der anschließenden schrittweisen Machtergreifung der konservativen „Partei der Ordnung“ fühlte er sich wie so viele engagierte jüngere Intellektuelle zunehmend frustriert. Nach seiner Teilnahme am kurzen und vergeblichen Widerstand gegen Louis Napoléon Bonapartes Staatsstreich vom 2. Dezember 1851 zog er sich zurück auf eine Existenz als unpolitischer Schriftsteller, der sich darauf beschränkte, mit Lyrik, Kurzprosa, Essays, Autorenporträts und Buchkritiken in der Pariser literarischen Szene präsent zu sein.

### Der Übersetzer E. A. Poes
Schon 1845 hatte Baudelaire erstmals eine und 1848 eine weitere Erzählung des amerikanischen Erzählers und Lyrikers Edgar Allan Poe (1809–1849) übertragen, den er als einen Geistesverwandten empfand. 1856 publizierte er einen Band mit Erzählungen von Poe und machte ihn den französischen Lesern in einem längeren Vorwort, das als wichtige zeitgenössische Quelle über den Autor gilt, bekannt. 1858 schloss er seine Poe-Übertragungen mit dem einzigen Roman Poes, Aventures d’Arthur Gordon Pym (englisch The Narrative of Arthur Gordon Pym of Nantucket), ab.

### Madame Sabatier

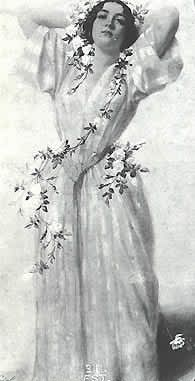
Apollonie Sabatier (1822–1889)

Obwohl er weiterhin mit Jeanne Duval liiert war, himmelte er von 1852 bis 1858 in anonym an sie geschickten Briefen und Gedichten Apollonie Sabatier an, eine hübsche, charmante und geistreiche Frau, die als gutsituierte Mätresse eines Bankiers einen Salon unterhielt, in dem viele Literaten und Künstler verkehrten. Als Baudelaires Versteckspiel herauskam und sie sich ihm, was er nur zögernd akzeptierte, hingab, konsternierte er sie danach mit dem Vorwurf, sie sei als Idealbild und Inspirationsquelle für Gedichte nun untauglich geworden. Sie blieb ihm trotz der Enttäuschung aber freundschaftlich verbunden.

### Les Fleurs du Mal
1857, mit 36, veröffentlichte Baudelaire das Werk, mit dem er in die Literaturgeschichte eingehen sollte: Les Fleurs du Mal (Die Blumen des Bösen), eine Sammlung von 100 Gedichten, die ab ca. 1840 entstanden und teilweise schon einzeln gedruckt erschienen waren, aber jetzt, nach Themen geordnet, ein quasi komponiertes Ganzes zu bilden versuchten. Grundstimmungen dieser formal und sprachlich ausgefeilten, meist eher kurzen Gedichte sind (wie auch oft bei den Romantikern) Desillusion, Pessimismus, Melancholie; die evozierte Realität erscheint (anders als bei den Romantikern) als überwiegend hässlich und morbide, der Mensch als hin- und hergerissen zwischen den Mächten des Hellen und Guten („l’idéal“) und denen des Dunklen und Bösen, ja Satans („le spleen“). Eine der bedeutendsten Neuerungen Baudelaires in den Fleurs ist die – wenn auch sparsame – Integration der Welt der Großstadt in die Lyrik – einer insgesamt als eher abstoßend und düster vorgestellten Welt, was allerdings durchaus der Realität im übervölkerten, explosionsartig wachsenden und schmutzigen Paris der Zeit entsprach.
Der Erfolg war zunächst gering. Sechs von einem Pariser Starkritiker als obszön oder blasphemisch denunzierte Gedichte trugen dem Autor und seinem Verleger Auguste Poulet-Malassis im Juli 1857 einen Strafprozess ein wegen „Beleidigung der öffentlichen Moral“. Am 20. August 1857 wurde Baudelaire deswegen verurteilt. Die sechs „wegen obszöner und unmoralischer Passagen“ beanstandeten Gedichte wurden deshalb fortgelassen, als 1861 eine um 35 neue Gedichte vermehrte zweite Auflage der Fleurs erschien. Die verbotenen Gedichte konnten nur in Belgien in dem Band „Les Épaves“ (1866) sowie noch einmal 1869 als „Ergänzung zu den Fleurs du Mal von Charles Baudelaire“ ebenfalls in Belgien erscheinen. Das Verbot wurde in Frankreich erst 1949 aufgehoben.
Die Welt der Stadt ist häufig auch das Thema der lyrischen Prosatexte, die Baudelaire ab 1855 verfasste. Nachdem sie zu seinen Lebzeiten nur verstreut gedruckt worden waren, kreierten sie, als sie 1869 postum gesammelt als Le Spleen de Paris erschienen, eine neue literarische Gattung, das poème en prose.

### Baudelaire und Manet

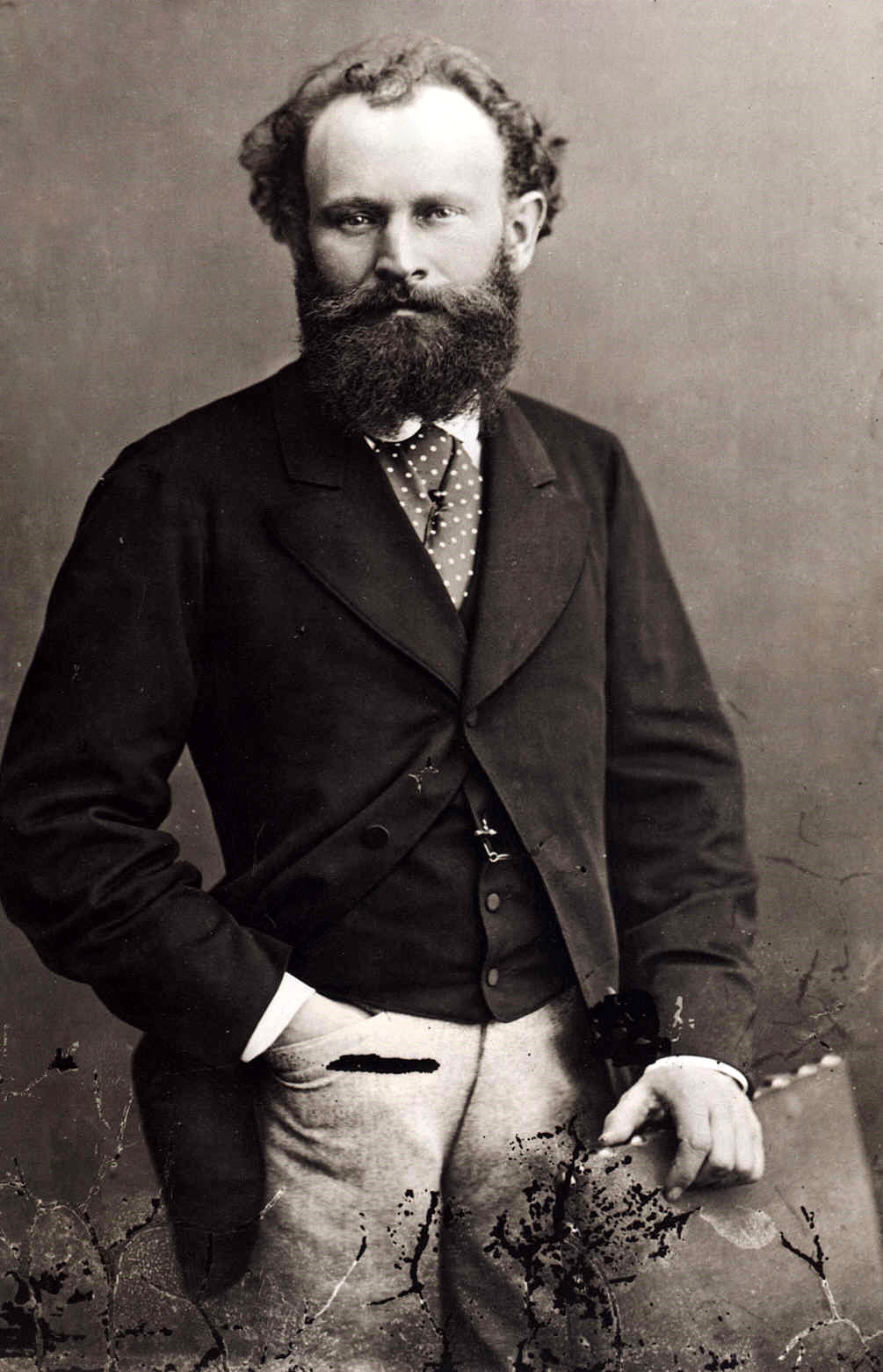
Édouard Manet, Fotograf Félix Nadar (etwa 1867–1870)

Im Jahr 1859 lernte Baudelaire Édouard Manet kennen und war bis zu seinem Tod mit ihm befreundet. 1862 gab Manet ihm einen Platz in seinem Gemälde Musik im Tuileriengarten. Im gleichen Jahr malte er auch das Porträt der Jeanne Duval. Nach Baudelaires Tod fertigte er verschiedene Radierungen mit seinem Porträt an und hielt seine Bestattung in dem Gemälde Das Begräbnis fest. In der postum erschienenen Gedichtsammlung Le Spleen de Paris widmete Baudelaire die Geschichte La Corde (Der Strick) Édouard Manet. Hierin beschrieb Baudelaire den Suizid von Manets Ateliergehilfen Alexandre.

### Die letzten Jahre

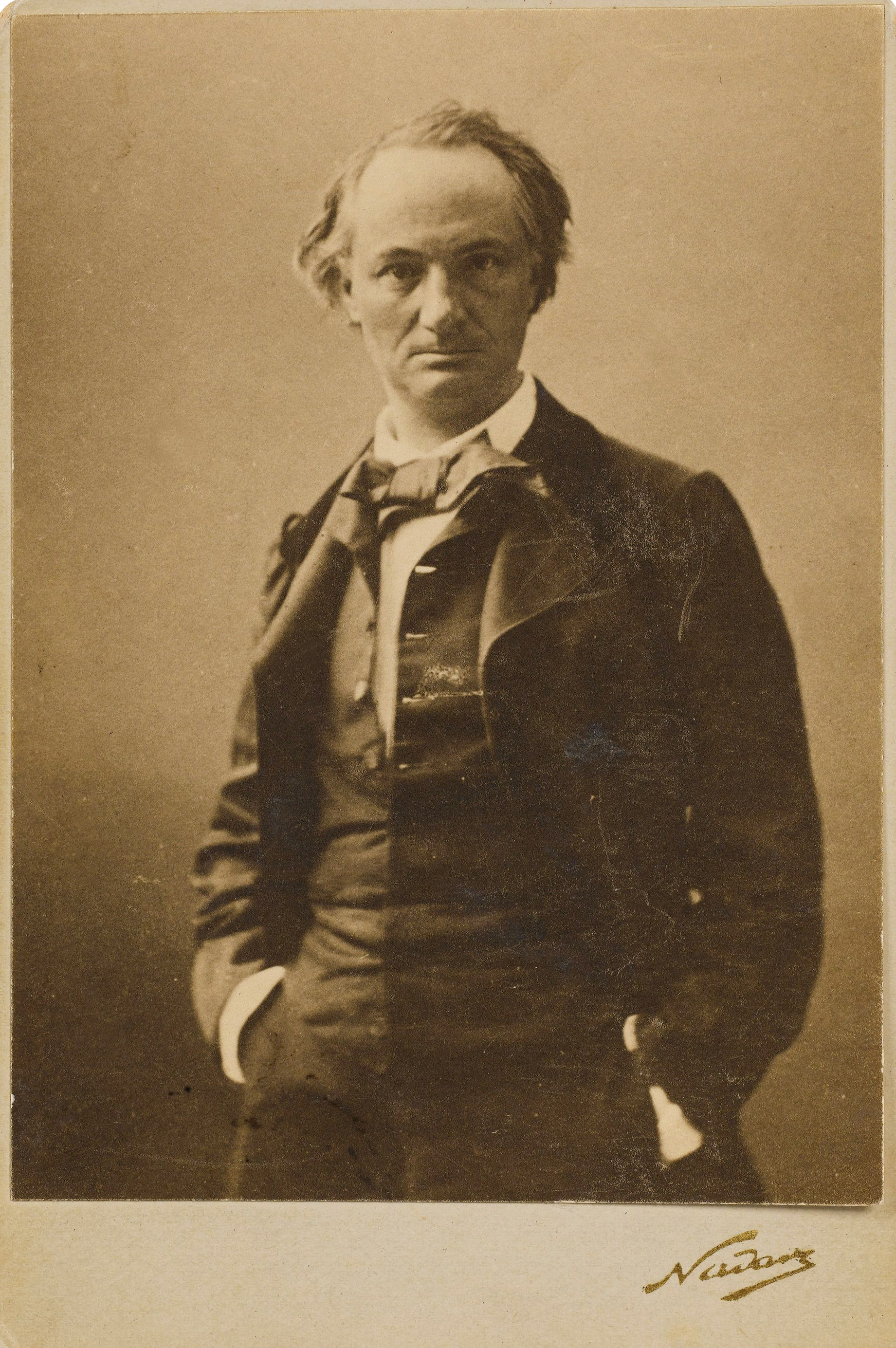
Charles Baudelaire, Fotograf Nadar

Gegen 1860 hatte Baudelaire zwar einen gewissen Bekanntheitsgrad im literarischen Paris erlangt und wurde von vielen Kollegen geschätzt, doch seine finanzielle Situation war eher schlechter als zuvor, nicht zuletzt deshalb, weil er nun das Pflegeheim für Jeanne Duval bezahlte, die ab 1858 gelähmt war. Er hielt sich deshalb häufig in Honfleur bei seiner Mutter auf, die 1857 erneut verwitwet war.
1860 verfiel auch er der Wagner-Begeisterung, die in Paris grassierte, und er publizierte eine längere Étude sur Richard Wagner et Tannhäuser.
Ende 1861 beschloss er, sich für einen freigewordenen Sitz in der Académie Française zu bewerben. Seine Sondierungsbesuche bei einigen „Académiciens“ verliefen enttäuschend; Freunde brachten ihn dazu, seine Kandidatur aufzugeben.
Die folgenden Jahre waren von weiteren finanziellen und zunehmend auch gesundheitlichen Problemen im Gefolge seines Alkohol- und Drogenkonsums sowie von der damals unheilbaren Syphilis geprägt. Im April 1864 ging er nach Brüssel in der Hoffnung, dort und in anderen aufstrebenden belgischen Städten lukrative Vorträge über französische Literatur halten zu können; der Erfolg blieb aber aus. Er verbrachte fast zwei Jahre (häufig krank, elend und kaum arbeitsfähig) in Brüssel; dann erlitt er einen Schlaganfall. Im Juli wurde er in ein Pariser Pflegeheim verlegt. Dort lebte er, halbseitig gelähmt, sprechunfähig und betreut von seiner Mutter, noch fast ein Jahr.
Baudelaire starb im Jahr 1867 im Alter von 46 Jahren in der Pariser Klinik des Dr. Duval im Quartier de Chaillot (1 rue du Dôme, 16. Arrondissement). Seine Totenmesse wurde am 2. September 1867 in der Kirche St. Honoré-d’Eylau zelebriert; er wurde auf dem Cimetière du Montparnasse bestattet.

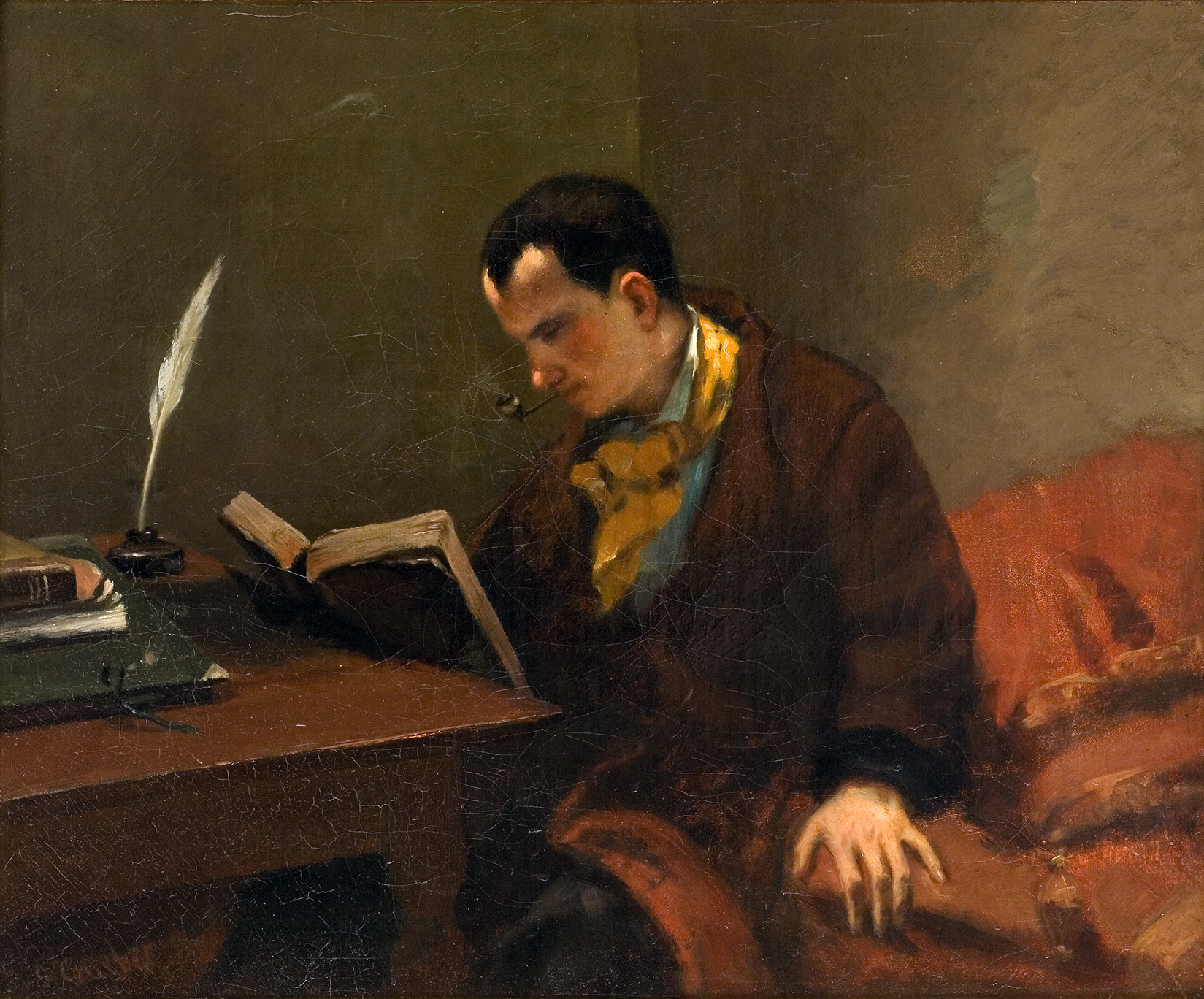
Gustave Courbet: Baudelaire, 1848

## Bedeutung
Für die direkten Zeitgenossen, das heißt, für die nicht allzu vielen Leser, die seinen Namen kannten, war Baudelaire vor allem ein kompetenter Verfasser von Berichten über Kunstausstellungen, ein guter Literaturkritiker, ein fleißiger Übersetzer Poes sowie ein Wagnerenthusiast und -promotor.
Der nachfolgenden Lyrikergeneration, den Symbolisten (z. B. Verlaine, Mallarmé oder Rimbaud), galt er als epochemachendes Vorbild. Diese Anerkennung hat Baudelaire selbst nicht mehr erlebt.
Seit längerem ist Baudelaire in Anthologien und Schullesebüchern der am besten vertretene französische Lyriker. Auch in andere Länder wirkte seine Dichtung hinüber. In Deutschland beeinflusste sie unter anderem Georg Trakl und Stefan George, von dem die erste deutsche Übertragung der Fleurs du Mal stammt.

## Werke

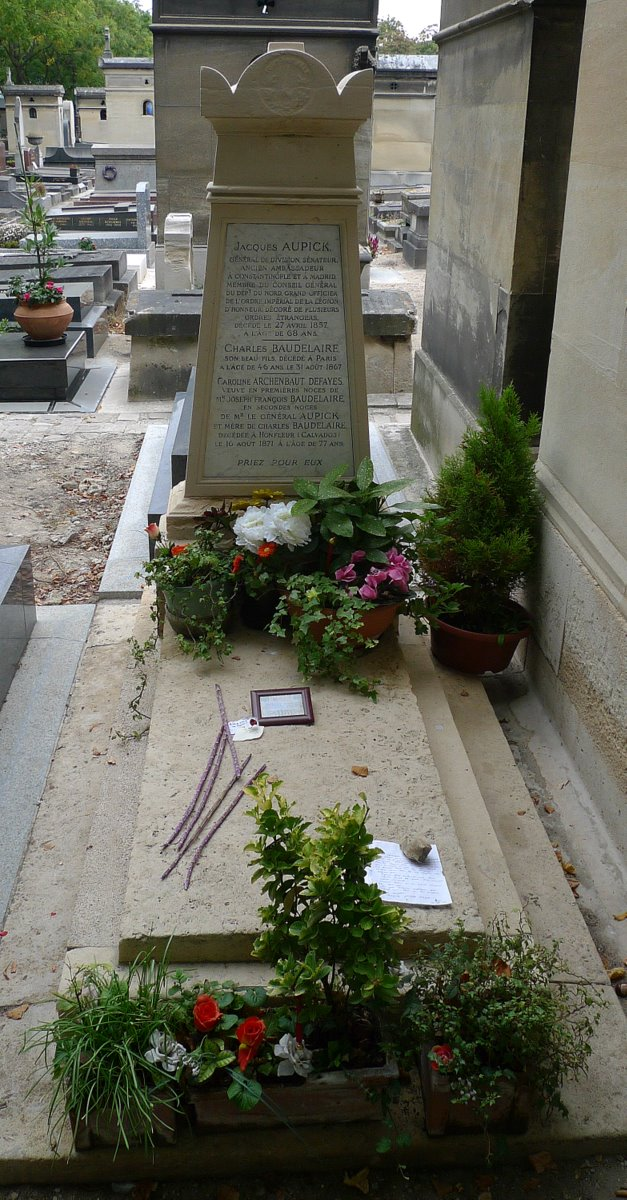
Baudelaires Grab in Paris

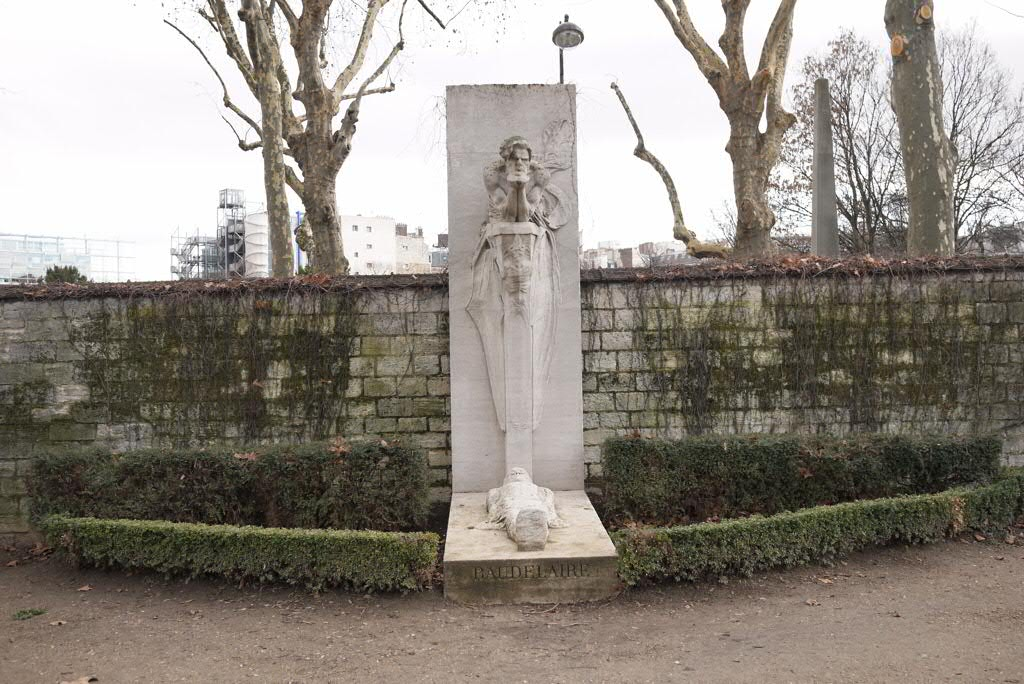
Kenotaph Baudelaires

### Veröffentlichungen zu Lebzeiten (Auswahl)
- 1856: Vorwort Sa vie et ses oeuvres über: Edgar Allan Poe: Histoires Extraordinaires. Calmann-Levy, Paris 1856. 2. (neue) Auflage, Levy Frères, Paris 1875, in Gallica im Scan lesbar. – Deutscher Auszug (ab dem 2. Kapitel des Vorworts): in E. A. Poe: Der Doppelmord in der Rue Morgue und andere Erzählungen. Emil Vollmer, Wiesbaden o. J. (1962), S. 3–11; oder längerer Auszug in: Gondrom, Bayreuth 1985, ISBN 3-8112-0422-X, S. 5–21; ebd. 2002: ISBN 3-8112-2127-2.[4]
- 1857: Les Fleurs du Mal – dt. Die Blumen des Bösen
- 1859: Théophile Gautier[5]
- 1859: Essay Die Fotografie und das moderne Publikum (in: Theorie der Fotografie I)
- 1860: Les paradis artificiels, opium et haschisch – dt. Die künstlichen Paradiese[6]
- 1861: R. Wagner et Tannhauser à Paris

### Veröffentlichungen postum (Auswahl)
- 1869: Le Spleen de Paris / Spleen. Zweisprachig. Nachdichtung von Oskar Ansull. Nachwort von Thomas A. Keck. Revonnah, Hannover 1995, ISBN 3-927715-22-0; Neuübersetzung durch Simon Werle, Rowohlt, Hamburg 2019, ISBN 978-3-498-00687-7.
- 1869: Petits poèmes en prose. Paris.
- 1868: Curiosités esthétiques
- Les Epaves, deutsch: Strandgut. Limes, Wiesbaden 1947
- Œuvres complètes 1868–70 in 7 Bänden, zu denen die Souvenirs, correspondance etc. (1872) eine Ergänzung bilden. Deutsch von Max Bruns in 6 Bänden, Verlag J. C. C. Bruns, Minden 1903–1923.
  - in Deutsch, wieder: Melzer, Dreieich 1981. ISBN 3-8201-0062-8.[7]
- 1963: Tableaux Parisiens (deutsch). Übersetzer & Nachwort Walter Benjamin. Suhrkamp Verlag, Frankfurt.
- 1977: Sämtliche Werke/Briefe in acht Bänden. Herausgegeben von Friedhelm Kemp und Claude Pichois in Zusammenarbeit mit Wolfgang Drost. Hanser-Verlag, München.
- 2017: Les Fleurs du Mal – Die Blumen des Bösen: Gedichte. Neu übersetzt von Simon Werle. Rowohlt, Reinbek, ISBN 978-3-498-00677-8.

### Zweisprachige Ausgaben
- Ein finsterer Wanderer / Un promeneur sombre. Zweisprachige Ausgabe: Deutsch-Französisch. Aus dem Französischen von Erik-Ernst Schwabach. Calambac Verlag, Saarbrücken 2022, ISBN 978-3-943117-20-2.

### Charles Baudelaire als Übersetzer und Herausgeber von Werken Edgar Allan Poes
- 1856: Le Corbeau, Paris
- 1856: Histoires extraordinaires
- 1857: Nouvelles histoires extraordinaires
- 1858: Les Aventures d'Arthur Gordon Pym. Roman
- 1865: Histoires grotesques et sérieuses
- o. J.: Eureka

Seit 2017 erscheint bei dtv eine auf fünf Bände angelegte Edgar-Allan-Poe-Ausgabe in der Neuübersetzung von Andreas Nohl. Sie folgt der von Charles Baudelaire herausgegebenen Ausgabe und enthält seine Kommentare.
- Charles Baudelaire (Hrsg.): Edgar Allan Poe. Unheimliche Geschichten. dtv, München 2017, ISBN 978-3-423-28118-8.[8]